# Barbara Szczepanowicz
Barbara Szczepanowicz (ur. 1950 w Świętochłowicach) – polska pisarka i publicystka zajmująca się tematyką religijną. Studiowała na wydziale Ogrodniczym Akademii Rolniczej w Krakowie (dzisiaj Uniwersytet Rolniczy).

## Twórczość
- Atlas roślin biblijnych, WAM, Kraków 2004
- Atlas biblijnych kamieni szlachetnych i ozdobnych, WAM, Kraków 2005
- Atlas zwierząt biblijnych, WAM, Kraków 2007
- Sprzedany przez braci, WAM, Kraków 2008
- Chemia w Biblii, Wydawnictwo Naukowe Akapit, Kraków 2007
- Kuchnia biblijna, Wydawnictwo Benedyktynów, Kraków 2008
- Salomon – znaczy pokój, Wydawnictwo UNUM, Kraków 2002
- Hiob – cierpienie próbą wiary, Wydawnictwo UNUM, Kraków 1999
- Eliasz prorok jak ogień, Wydawnictwo Karmelitów Bosych, Kraków 2003
- Judasz proces po dwudziestu wiekach, Wydawnictwo "M", Kraków 2003
- Marta – która wciąż wierzyła, Alleluja, Kraków 2004
- Prorok Ezechiel – który widział oblicze chwały, Alleluja, Kraków 2006
- Ewa – matka żyjących, Alleluja, Kraków 2005
- Juda Machabeusz – Który walczył do końca, Alleluja, Kraków 2008
- Prorok Amos – który walczył o sprawiedliwość społeczną, Alleluja, Kraków 2008
- Otwarta na Boga - Sługa Boża Siostra Maria Dulcissima, Wydawnictwo Karmelitów Bosych, Kraków 2004
- Zwierzęta i rośliny w życiu świętych oraz jako ich atrybuty (Dehon, 2007)
- Rośliny biblijne. Ziemia Święta, Wydawnictwo PETRUS, Kraków 2013.